# Àngel Morta i Fíguls
Àngel Morta i Fíguls (l'Ametlla de Merola, 20 de maig de 1914 - Madrid, 20 de juny de 1972) fou un sacerdot catòlic català, bisbe titular de Gubaliana i auxiliar de Madrid.

## Biografia
Va estudiar al seminari de Solsona i va ser ordenat sacerdot a Roma el 13 de març de 1937. Va continuar els estudis a la capital italiana, on va obtenir el grau de doctor en Sagrada Teologia per la Pontifícia Universitat Gregoriana i també el grau de doctor en Dret Canònic a l'Institut Pontifici Angèlic. Va cantar la seva primera missa al Pontificio Colegio Español de San José de Roma el 19 de març de 1937, sis dies després d'haver estat ordenat sacerdot. Retornà a l'estat espanyol durant la guerra civil i va exercir de coadjutor a la parròquia de Montsó, llavors diòcesi de Lleida. Més tard va desenvolupar el mateix càrrec a la parròquia de Fonts, on va reobrir el seminari de Lleida. Morta fou director espiritual del seminari i hi ocupà les càtedres de Teologia Dogmàtica, Teologia Espiritual, Pastoral i Acció Catòlica. Fou director de les cases diocsanes d'exercicis espirituals de Bilbao, Madrid i Saragossa, i entre 1949 i 1953 fou conseller eclesiàstic de l'ambaixada d'Espanya a la Santa Seu.

## Bibse titular de Gubaliana i auxiliar de Madrid
El 19 de gener de 1965 fou elegit bisbe titular de Gubaliana i auxiliar de Madrid, i consagrat el 19 de març d'aquell mateix any. Durant la seva activitat com a bisbe auxiliar de Madrid fou col·laborador de Casimiro Morcillo per a la reorganització de la diòcesi, de la que també era vicari general. Se li va encarregar la funció d'atendre els sacerdots i els religiosos.

## Malaltia, mort i enterrament
El desembre de 1968 va patir una trombosi cerebral, i posteriorment es va trencar la pelvis a causa d'una caiguda. També tingué un atac d'urèmia i altres complicacions orgàniques just després de la caiguda. A les 16:50h del 20 de juny de 1972 morí a l'edifici episcopal del carrer Pasa, número 3 de Madrid. L'acompanyaven en el moment de la defunció el seu secretari-capellà, Jorge Hernández Rodríguez, dues religioses que l'havien assistit els darrers mesos de la seva malaltia, i les seves dues germanes, Mercè i Vicenta Morta i Fíguls. La capella ardent fou instal·lada a la planta baixa del mateix edifici on morí, fins al dia de l'enterrament. L'endemà de la seva mort, 21 de juny de 1972, el cardenal arquebisbe de Madrid, Vicente Enrique i Tarancón, i els dos bisbes auxiliars, Mons. Blanco i Mons. Echarren, celebraren la missa funeral a les 12 del migdia. A les 7 de la tarda del 22 de juny començaren les exèquies, amb l'assistència dels bisbes de Màlaga, Cartegena-Múrcia, Sigüenza-Guadalajara, El Burgo de Osma, Vitòria i Àvila, el vicari general castrense i el secretari general de la Conferència Episcopal Espanyola. El cos d'Àngel Morta fou traslladat a la catedral de Madrid, i la missa fou presidida pel cardenal Tarancón, amb l'assistència del nunci apostòlic Mons. Dadaglio. En finalitzar la missa, el cadàver d'Àngel Morta fou enterrat a la capella de la Verge del Pilar, en un lateral de la nau central de la catedral de Madrid.

## Homenatge a l'Ametlla de Merola
El 21 de gener de 2023 la feligresia de l'església de Sant Mateu de l'Ametlla de Merola va retre homenatge a Mons. Àngel Morta i Fíguls, en motiu del cinquantè aniversari del seu traspàs. A les dotze del migdia mossèn Antoni Quedada, rector de Navars, Merola i Sant Cugat del Racó, oficià una missa a la memòria de Morta. Acabada l'eucaristia, s'estrenà una composició musical de l'insigne mestre cabasserol Josep-Enric Peris i Vidal, titulada Virtutum opifex, amb la interpretació de la Capella Brudieu. També es va beneir l'Espai Mons. Àngel Morta i Fíguls, que conté llibres, textos, fotografies i objectes que caracteritzaven el bisbe.

## Publicacions
A més de nombroses comunicacions i conferències en congressos i assemblees i molts articles en revistes sacerdotals, Àngel Morta va ser autor de diversos llibres, entre els quals destaquen La teoría de las leyes meramente penales en Suárez, El fuero privilegiado de los clérigos en el Derecho concordatorio, Quédate con nosotros, Pensamientos de vida interior, La dirección espiritual en la elección de estado, Vida interior y dirección espiritual del sacerdota, Educación de la castidad, El Cristo del Evangelio en los ejercicios de San Ignacio i Ocasiones sacerdotales.